# Si bemol major
Si bemol major este o gamă majoră bazată pe Si♭, cu tonurile Si♭, Do, Re, Mi♭, Fa, Sol, și La. Armura sa are doi bemoli. Gama sa minoră relativă este Sol minor, iar gama sa paralelă este Si bemol minor.
Gama naturală Si bemol major este:
Multe instrumente de transpoziție au tonalitatea Si bemol major, inclusiv clarinetul, trompeta, saxofonul tenor și saxofonul sopran. Ca urmare, Si bemol major este una dintre cele mai populare game pentru compozițiile orchestrelor de concert.

## Istorie
Simfonia nr. 98 a lui Joseph Haydn este adesea creditată drept prima simfonie scrisă în această gamă, incluzând părți de trompetă și timpani. Cu toate acestea, fratele său Michael Haydn a scris o astfel de simfonie mai devreme, nr. 36. Cu toate acestea, lui Joseph Haydn i se atribuie meritul de a fi scris partea de timpani la nota reală, cu o armură în Fa major (în loc să o transpună cu o semnătură de cheie în Do major), o procedură care avea sens, deoarece a limitat acest instrument la notele tonice și dominante. Multe ediții ale lucrării nu folosesc și specifică instrumentul ca „Timpani in B♭-F”.